# International Longevity Alliance
International Longevity Alliance (ILA) — международная некоммерческая организация (НКО), являющаяся площадкой для взаимодействия региональных организаций, занимающихся поддержкой технологий противодействия старению, обычно на административно-популяризаторском уровне. Декларируемыми задачами организации является налаживание их взаимодействия и совместной работы, популяризация идеи о необходимости бороться с процессом старения как с негативным но излечимым медицинским состоянием организма, и обеспечение поддержки научным исследованиям всеми возможными способами и на всех возможных уровнях по всему миру (вплоть до взаимодействия с ВОЗ).

## История
ILA начал функционировать в январе 2013 году как неформальная площадка для общения руководителей и представителей нескольких организаций. В сентябре 2014 года альянс был формально зарегистрирован в Париже, Франция, приобретя статус официальной организации.

## Список организаций
На февраль 2025 года в ILA входит 70 некоммерческих организаций из 37 стран. Некоторые из них:
- Исследовательский Фонд SENS
- Healthy Life Extension Society (HEALES)
- AFT – Technoprog[фр.]
- Israeli Longevity Alliance[7]
- Global Healthspan Policy Institute (GHPI)[8]
- I Am Future Foundation[9]
- Institute of Exponential Sciences[10]

От России
- Совет по общественному здоровью и проблемам демографии (СОЗД)[11]
- Национальная академия активного долголетия

От Белоруссии
- Общество рационального долголетия

Кроме того, в консультативный совет ILA входят Обри ди Грей, Алексей Москалёв, Наташа Вита-Мор и другие.

## Деятельность
Помимо того, что ILA является площадкой для взаимодействия организаций и способствует их деятельности, альянс также периодически проводит онлайн-конференции, семинары и прочие общественные мероприятия по привлечению внимания людей к проблеме старения. Популяризируется идея проведения Международного дня долголетия (International Longevity Day, 1 октября) и Международного месяца долголетия (International Longevity Month, октябрь). Другой юбилейной датой, которую ILA популяризирует и продвигает, является День Мечникова (Metchnikoff Day), приходящийся на 15 мая — день рождения Ильи Мечникова, считающегося основателем геронтологии.
Перманентно-поддерживаемые проекты:
- Major Mouse Testing Program (MMTP) — проект направленный на тестирование потенциальных антивозрастных подходов на мышах.[31][32]
- DENIGMA — IT-платформа вычислительной биологии старения.[33]
- Longevity for All — общественно-информационный ресурс.
- Longevity History — образовательный ресурс по истории изучения старения.➤

Особое значение организация придаёт взаимодействию с ВОЗ с целью привлечения внимания государственных и межгосударственных структур к проблеме старения как к медицинской проблеме, нуждающейся в научном изучении и терапии. В том числе, ILA приняло активное участие в обсуждении, в результате которого в 2018 году ВОЗ включила в международную классификацию болезней МКБ-11 специальный добавочный код XT9T, вследствие чего старение теперь официально признаётся важным фактором, увеличивающим риск возникновения болезней, тяжесть их протекания и трудность лечения.

## Критика
У ILA нет официального офиса — члены ILA расположены в разных странах по всему земному шару и в подавляющем большинстве случаев общаются между собой лишь через интернет. Конференции ILA также обычно носят онлайн-характер. ILA не имеет своих собственных научных лабораторий, всегда выступая лишь в качестве партнёрской организации и/или предоставляя административно-общественную поддержку.